# ایواچوو
ایواچوو (انگلیسی: Ivachevo) یک شهرک در شهرستان دیورتیورلینسکی در استان باشقیرستان کشور روسیه است.